# چار بائوسیار گهوردائور
چار بائوسیار گهوردائور (به لاتین: Char Bausiar Ghordaur) یک روستا در بنگلادش است که در استان باریسال و در ناحیه باریسال واقع شده است.